# Rubén Pérez Moreno

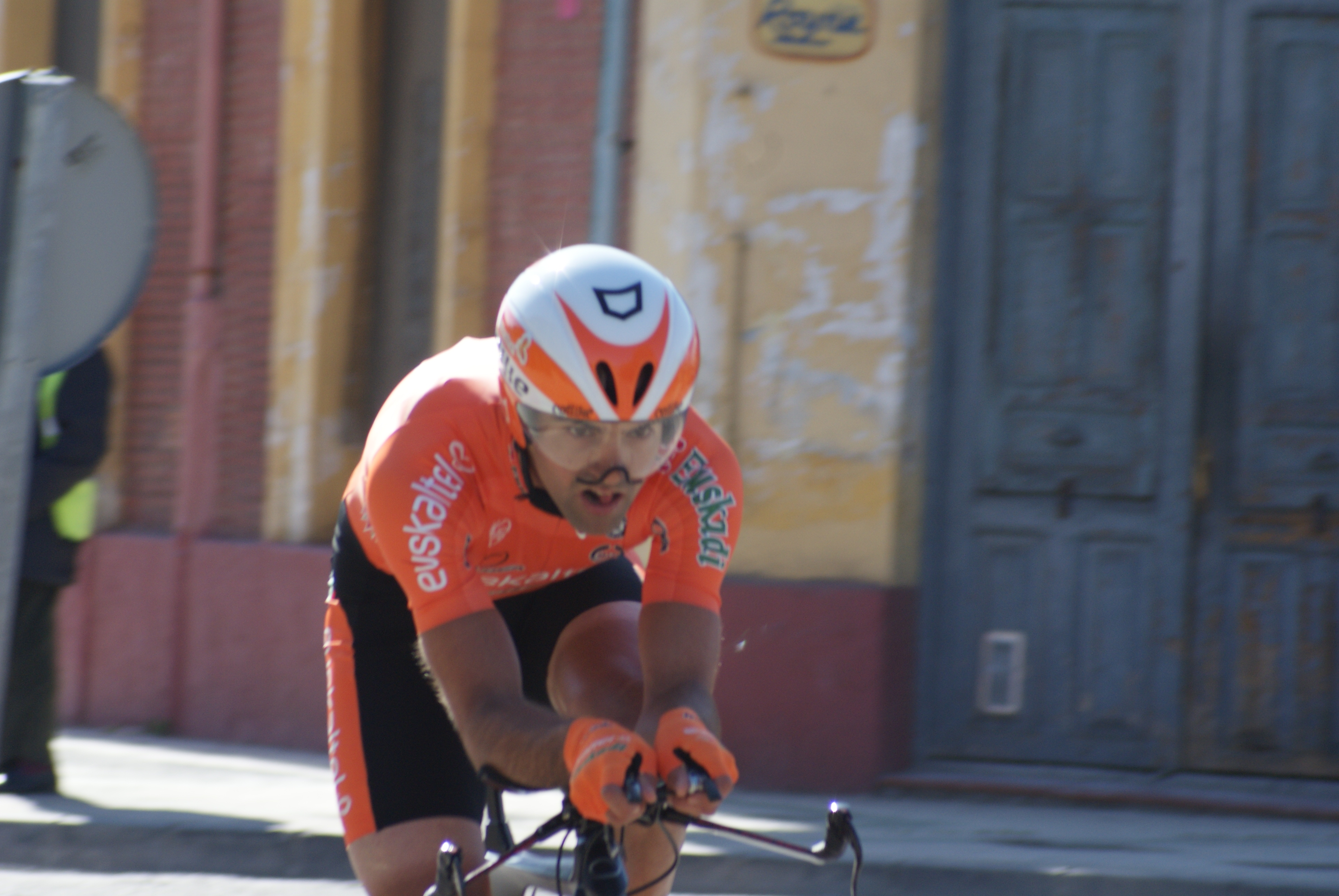
Rubén Pérez en Palencia durante la Vuelta a Castilla y León 2009.

Rubén Pérez Moreno (Zaldívar, Vizcaya, 30 de octubre de 1981) es un exciclista y director deportivo español.
Debutó como profesional en 2005 con el equipo Orbea. Se retiró al finalizar la temporada 2013. En 2016 se convirtió en director deportivo del conjunto Euskadi Basque Country-Murias Taldea. Posteriormente desempeñó dichas labores en el conjunto amateur Cafés Baqué, regresando en septiembre de 2020 al profesionalismo para ejercer el mismo rol en el Burgos-BH.

## Palmarés
2010
- 1 etapa de la Vuelta a Baviera

## Resultados en Grandes Vueltas
| Carrera | Carrera         | 2005 | 2006 | 2007 | 2008 | 2009 | 2010 | 2011 | 2012 | 2013  |
| ------- | --------------- | ---- | ---- | ---- | ---- | ---- | ---- | ---- | ---- | ----- |
|         | Giro de Italia  | —    | —    | —    | —    | —    | —    | —    | —    | —     |
|         | Tour de Francia | —    | —    | 50.º | 88.º | 72.º | 95.º | 75.º | 87.º | 139.º |
|         | Vuelta a España | —    | 69.º | —    | 41.º | 98.º | —    | —    | 75.º | —     |

—: no participa

Ab.: abandono

## Equipos
- Orbea (2005)[4]
- Euskaltel-Euskadi (2005[5] -2012)
- Euskaltel Euskadi (2013)